# Iurreta
Iurreta (spanisch Yurreta) ist ein Municipio in der spanischen Provinz Bizkaia der Autonomen Gemeinschaft Baskenland in der Comarca Durangaldea (Duranguesado). Iurreta hat 3.873 Einwohner (Stand: 2024), die mehrheitlich baskischsprachig sind. Hauptort und Verwaltungssitz der Gemeinde ist Iurreta. Die übrigen Ortschaften sind Orozketa, Goiuria, Oromiño, Santa Maña und San Fausto.
Von 1926 bis 1990 war die heutige Gemeinde Iurreta Teil von Durango.

## Lage
Iurreta liegt etwa 30 Kilometer ostsüdöstlich von Bilbao in einer Höhe von ca. 110 m. Durch die Gemeinde führt die Autopista AP-8. 

## Einwohnerentwicklung
| 1991 | 2001 | 2011 | 2021 |
| ---- | ---- | ---- | ---- |
| 4901 | 4252 | 3867 | 3696 |

## Sehenswürdigkeiten

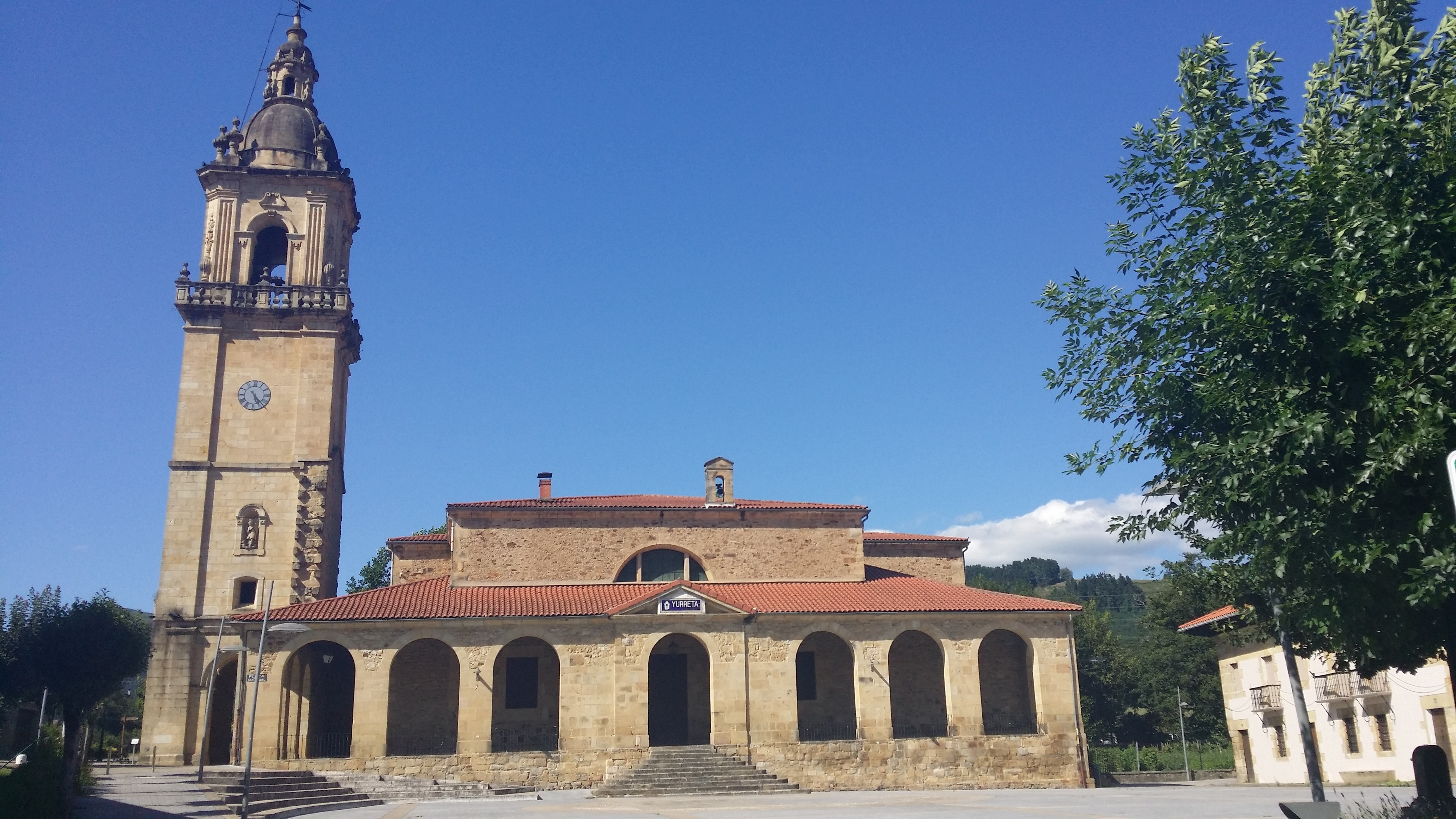
Michaeliskirche
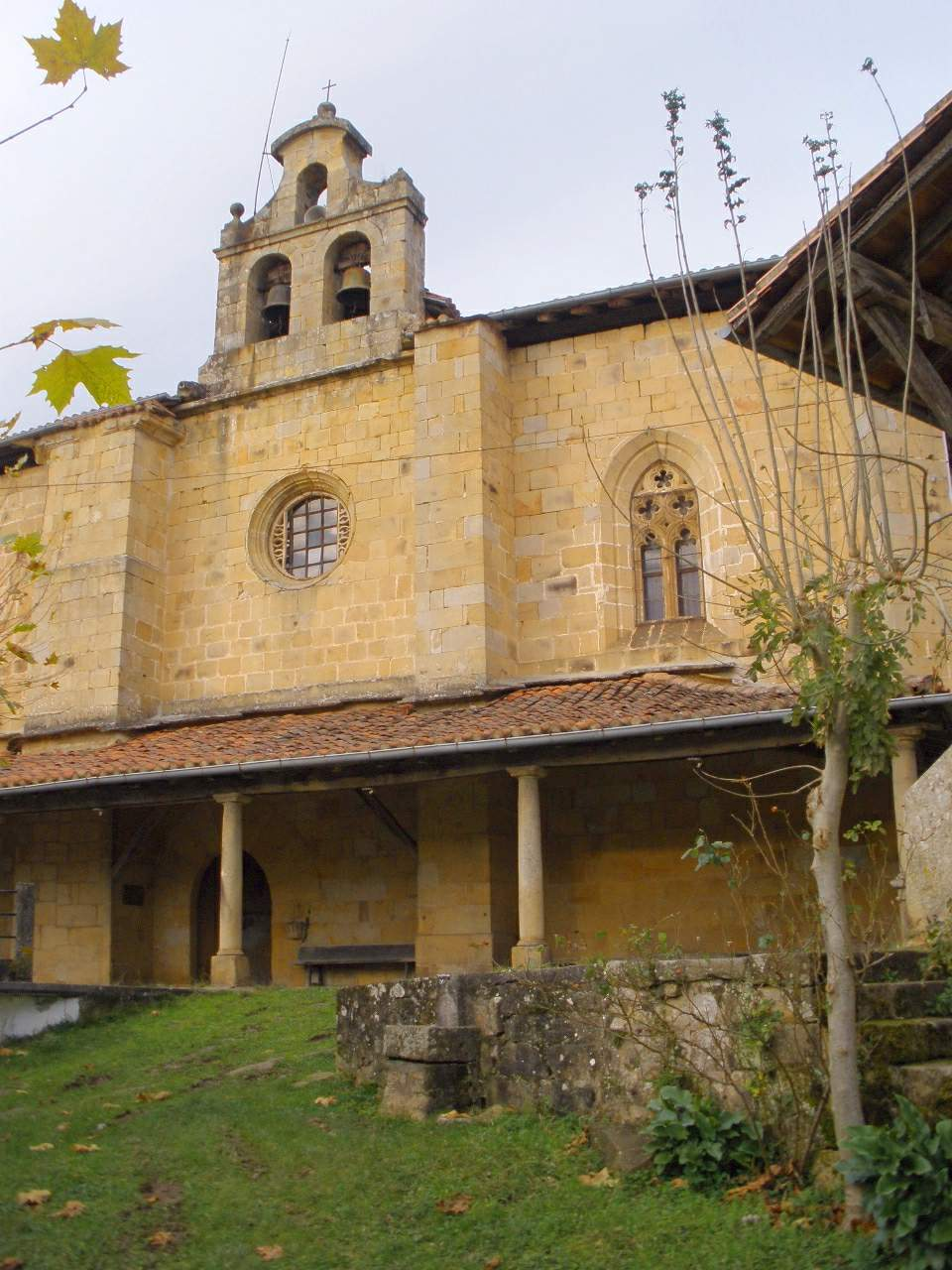
Wallfahrtskirche Unser Lieben Frau
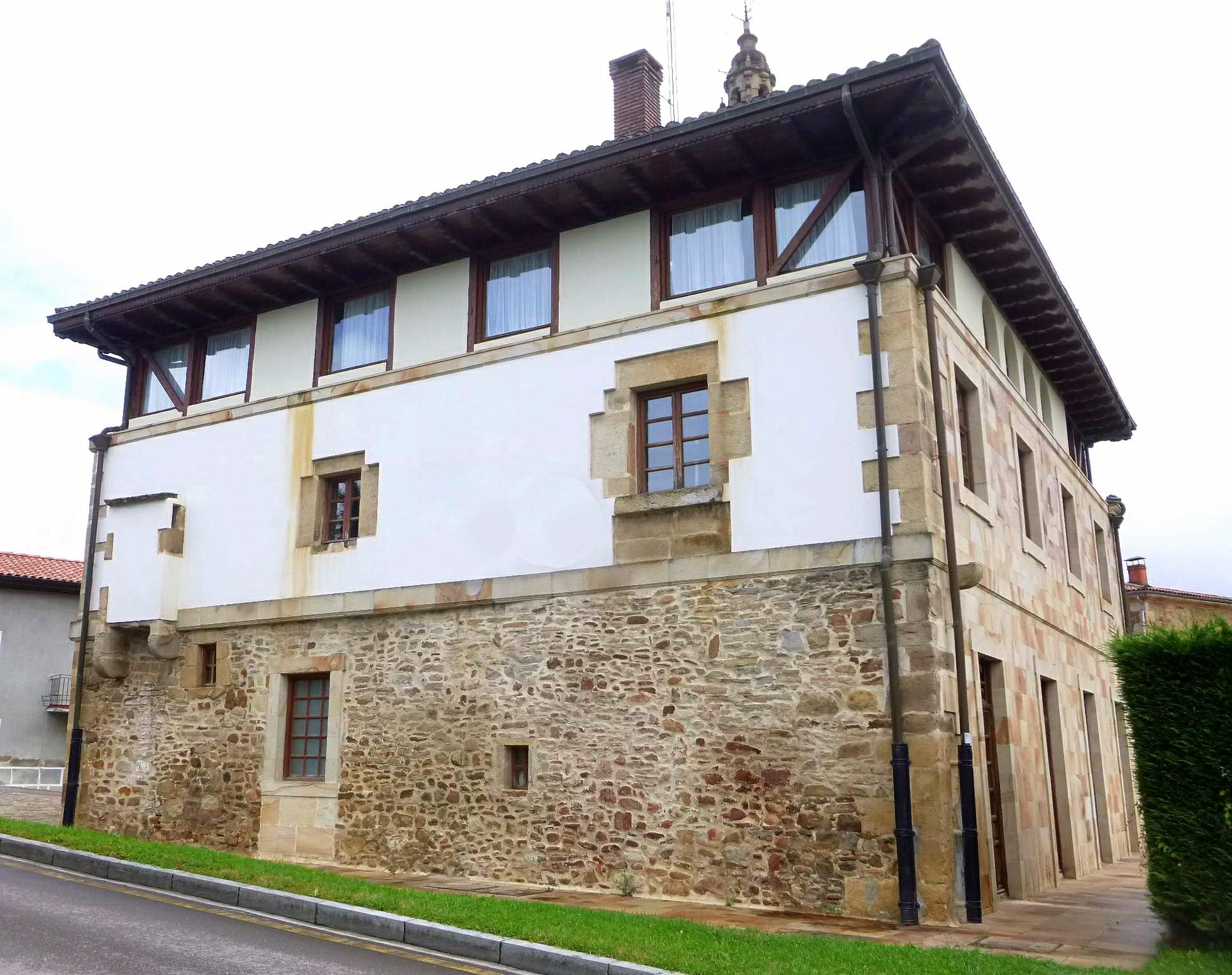
Rathaus

- Michaeliskirche
- Wallfahrtskirche Unser Lieben Frau
- Rathaus

## Persönlichkeiten
- Juan José Maíztegui y Besoitaiturria (1878–1943), Erzbischof von Panama
- Francisco Javier Lauzurica y Torralba (1890–1964), Bischof von Palencia (1943–1949) und Oviedo (1949–1954), Erzbischof von Oviedo (1954–1964)
- Cipriano Aguirrezabal (1922–2001), Radrennfahrer
- Julián Aguirrezabal (1926–2007), Radrennfahrer
- Cosme Barrutia (1929–2005), Radrennfahrer
- Antón Barrutia (1933–2021), Radrennfahrer
- Carmelo Echenagusía (1932–2008), Weihbischof von Bilbao
- Joseba Sarrionandia (* 1958), baskischer Schriftsteller
- Gurutze Frades (* 1981), Triathletin
- Markel Areitio Cedrún (* 1996), Fußballspieler